# R-40 (missile)
Lo R-40 o K-40, noto come AA-6 Acrid (designazione NATO) in occidente, è un missile aria-aria (in inglese: AAM - Air to Air Missile) di fabbricazione sovietica.
L'ufficio tecnico di Bisnovat (Molnya OKB od OKB-4) iniziò lo sviluppo di un missile aria-aria a lungo raggio nel 1962. Il risultato fu lo R-40 accoppiato inizialmente al radar Smerch A (tornado) del MiG-25P. Fu assemblato in due diverse versioni, lo R-40R a guida radar semiattiva e lo R-40T (тепловая, termico) a guida infrarossa (passiva). La testa cercante del missile infrarosso era raffreddata ad azoto liquido.
A seguito della diserzione del pilota della PVO Viktor Ivanovich Belenko nel 1976, Vympel sviluppò una versione migliorata del missile con un sistema che lo rendeva meno soggetto alle contromisure elettroniche ed un sistema di ricerca più sensibile. Il nuovo missile era designato dal nuovo suffisso D, per dorabotanaya, completo. Più tardi venne sviluppata anche la versione D1.
La produzione del missile R-40 terminò nel 1991, ma è rimasto in servizio con gli ultimi MiG-25 e anche su qualche MiG-31.